# 金子宣隆
金子宣隆（かねこ のぶたか、1979年5月12日 - ）は北海道小樽市出身の陸上競技選手。専門は長距離走。大東文化大学卒業、富士通、佐川急便で実業団を経て引退後、2008年よりTOTOでコーチをしている。

## 経歴
小樽市立北山中学校を経て、
- 1995年 -東海大学付属第四高等学校入学。
- 1998年 - 大東文化大学に進学し、箱根駅伝では1年生ながら第75回大会で59分58秒、区間3位になる。
- 2000年 - 箱根駅伝の第76回大会で59分47秒の区間4位になる。
- 2001年 - 箱根駅伝の第77回大会で58分21秒の区間新を樹立。この記録は第87回大会で駒澤大学の千葉健太に破られるまで10年間区間記録として残っていた。
- 2002年 - 箱根駅伝の第78回大会で59分04秒の区間賞で区間新樹立はならなかったが、史上初4年連続で1時間切りを果たした。
- 2002年 - 富士通陸上競技部に加入（4月）。
- 2005年 - 4月に佐川急便へ移籍[1]。
- 2008年 - 2月11日に行われた姫路城ロードレースを最後に選手生活に別れを告げた[2]。その後TOTO女子陸上競技部コーチとなった[1]。

## 箱根駅伝の成績
※6区: 20.7 km
| 1 | 59分58秒 | 75回（1999年）・区間3位 | 同じ20.7kmだが、コース自体は前のコース   |
| 2 | 59分47秒 | 76回（2000年）・区間4位 | この年から、距離は変わらないがコース変更 |
| 3 | 58分21秒 | 77回（2001年）・区間新  | 10年間破られることのなかった区間記録     |
| 4 | 59分04秒 | 78回（2002年）・区間賞  | 4年連続60分切り                          |